# Schleife (Knoten)
Die Schleife ist ein Knoten, der aufgrund seiner dekorativen Wirkung jahrhundertelang in der Mode eine wichtige Rolle spielte. Als Zierrat wurde sie an der Kleidung, im Haar oder an den Schuhen angebracht, und wurde oft aus farblich kontrastierenden Zierbändern gemacht, die beispielsweise aus Samt, Seide oder Satin sein konnten.
Technisch gesehen ist eine Schleife ein doppelt auf Slip gelegter Kreuzknoten. Der fertige Knoten ist auch unter Belastung an jedem der Enden einfach aufzuziehen.
Heutzutage dient die Schleife vor allem zum Binden von Schnürsenkeln und Querbindern. Sie spielt auch nach wie vor eine gewisse Rolle als Haarschmuck und ist auch ein wichtiger und nützlicher Zierrat bei Geschenkverpackungen.

## Geschichte

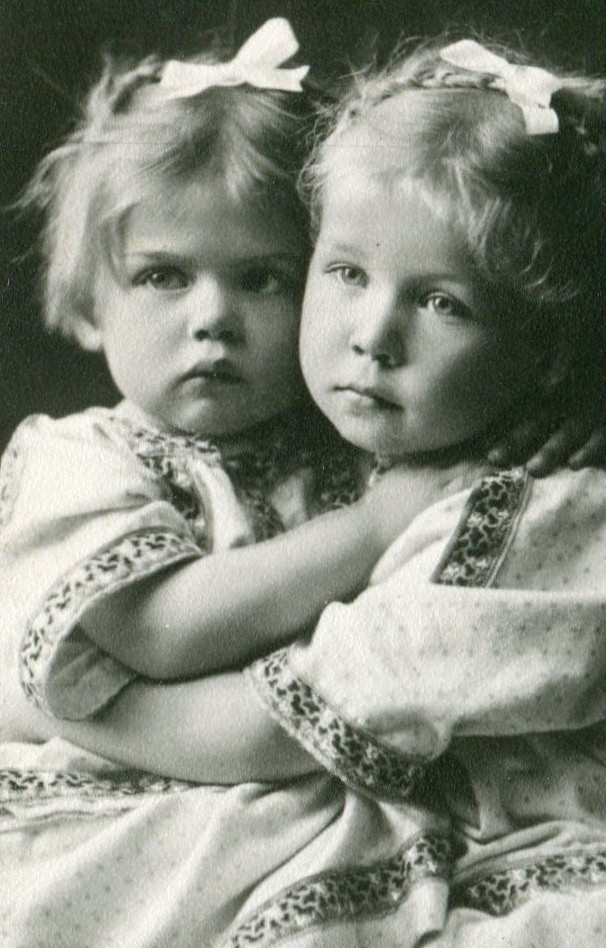
2 kleine Mädchen mit Haarschleifen (1912)

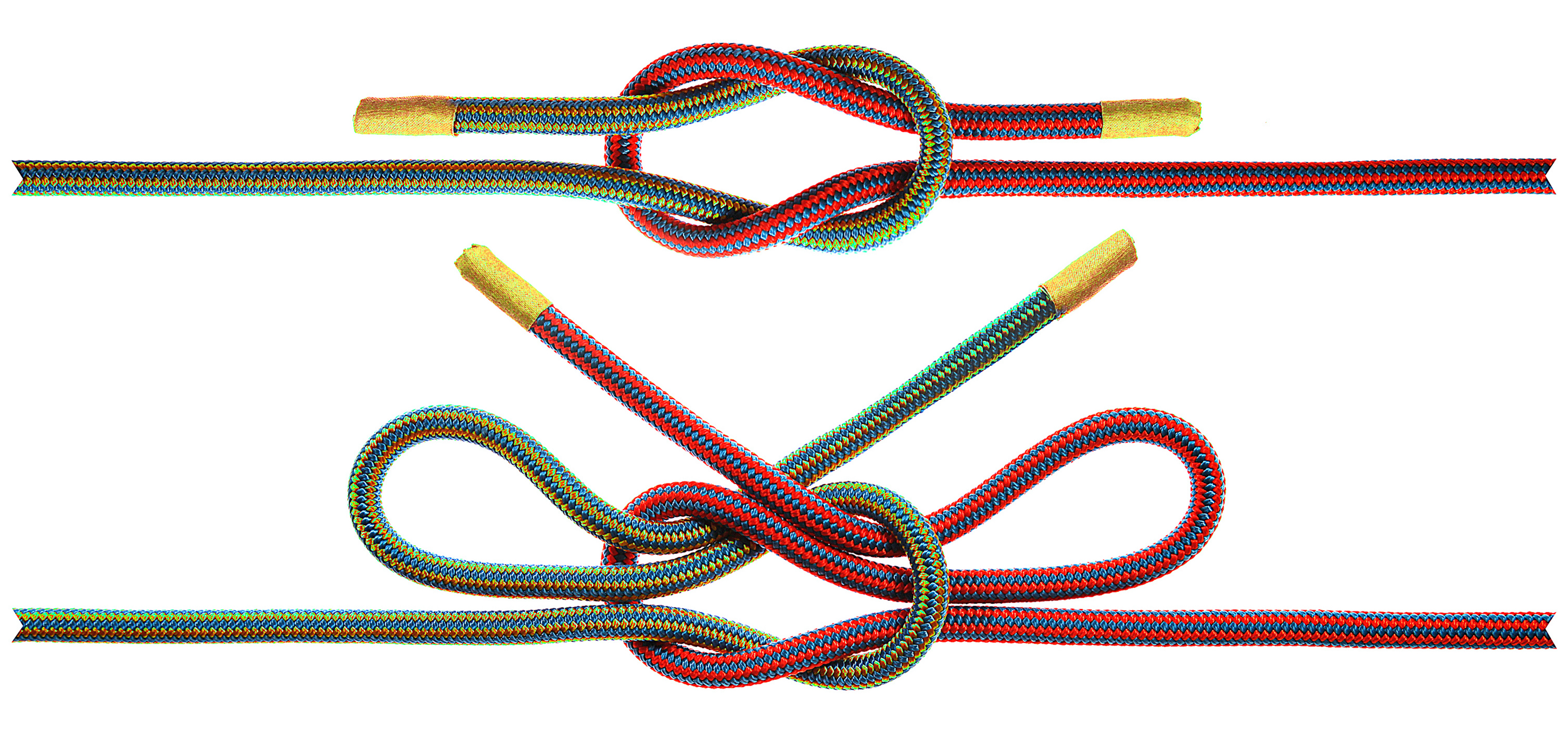
Oben: Kreuzknoten
Unten: Schuhschleife. Der Unterschied liegt im zweiten Halben Knoten, der mit zwei Buchten (Schleifen) statt mit zwei Tampen gebunden wird.

Schleifen waren besonders im 17., 18. und 19. Jahrhundert ein wichtiger Bestandteil der Mode, vor allem in der Damenmode, wo sie im Haar, am Dekolleté oder am Mieder ein wichtiger Blickfang sein konnte. Auch am Rock wurden Schleifen angebracht, mit deren Hilfe man teilweise auch den Manteau genannten Oberrock drapierte und hochband.
Vor allem im Frühbarock (ca. 1610–1650) trugen viele Herren Zierschleifen. Beispielsweise band man die damals moderne Pumphose am Knie an der Außenseite mit einer Schleife zusammen, und auch die Schuhe wurden gerne mit schmucken Schleifen verziert, oft in Rot. Zu Beginn der Regierungszeit Ludwigs XIV., etwa zwischen 1650 und 1670, trieben die Herren einen besonders großen Aufwand mit seidenen Schleifen und Bändern, die man auch in Mengen um Taille und Hüften trug (u. a. an der 'Rheingrafenhose'). Zu dieser Zeit wurde es üblich, eine Schleife um den Hals zu binden, entweder als Krawatte aus weißer Spitze – dem sogenannten Jabot – oder auch zusätzlich zum Jabot eine farbige oder rote Schleife. Auch Schärpen wurden mit Schleifen verziert, die manchmal doppelt oder mehrfach gebunden wurden.
Im Rokoko etwa zwischen 1740 und 1770 wurde es Mode, das Mieder vorne mit zahlreichen großen Schleifen zu verzieren, die von oben (an der Brust) nach unten (zur Taille) kleiner wurden. Auch Röcke, Hüte, Hauben und Frisuren wurden mit Schleifen verziert. Eine typische Rokokofrisur (Ailes de pigeon) der Herren bestand aus im Nacken mit einer großen schwarzen Samt- oder Seidenschleife zusammengebundenem Haar. Gegen Ende des 18. Jahrhunderts kam in der Damenmode eine breite Seidenschärpe auf, die man um die Taille band und hinten mit einer großen Schleife zusammenband.
Auch im 19. Jahrhundert verzierte man mit Schleifen die Kleider und Hüte, besonders beliebt waren große Schleifen an den gerafften Stoffmassen des Cul de Paris um 1860 bis 1890. Für die Herrenwelt wurden (oder blieben) Schleifen am Hals obligat, seit dem Ende des 19. Jahrhunderts auch als Fliege.
Die Haarschleife vor allem für junge Mädchen war sowohl im 19. als auch im 20. Jahrhundert immer wieder groß in Mode. Noch in den 1920er bis 1950er Jahren trugen viele Mädchen oft große Schleifen auf dem Kopf. Bis heute (2018) sind die Haarschleife oder mit Schleifen geschmückte Haarspangen für Frauen und Mädchen mit langem Haar immer wieder ein wichtiger Haarschmuck. Die Schleife gehört auch zu einigen Trachten. Heutzutage verwendet man sie alltäglich am Schuhwerk.

## Knüpfen

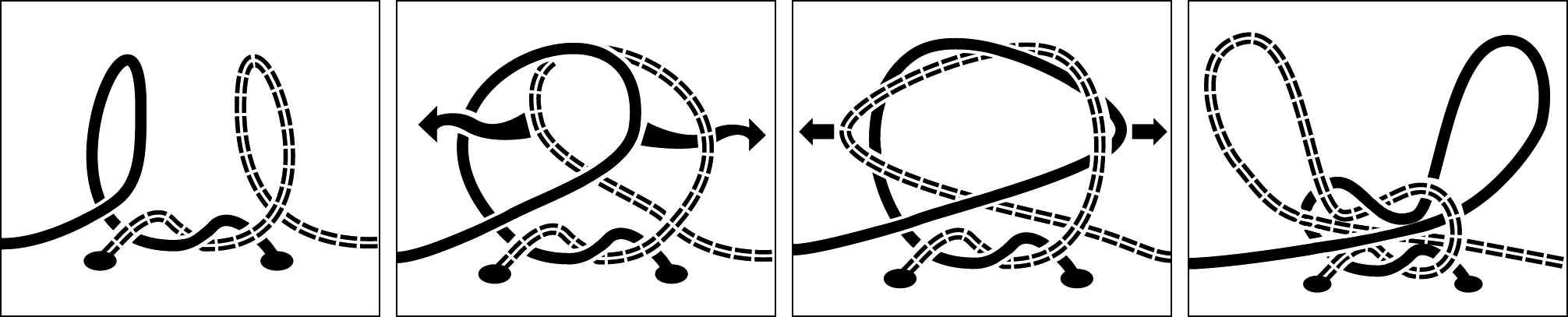
„Schnellbinden“ einer Schuhschleife

Eine in der Regel genügend sichere Schleife ist ein doppelt auf Slip gelegter Kreuzknoten: Zwei halbe Knoten werden symmetrisch übereinander geknüpft, so dass der erste rechts über links, der zweite links über rechts (oder beide umgekehrt) geht. Dabei wird der zweite halbe Knoten mit der Bucht geknüpft, das heißt, auf Slip gelegt.

### Häufige Fehler

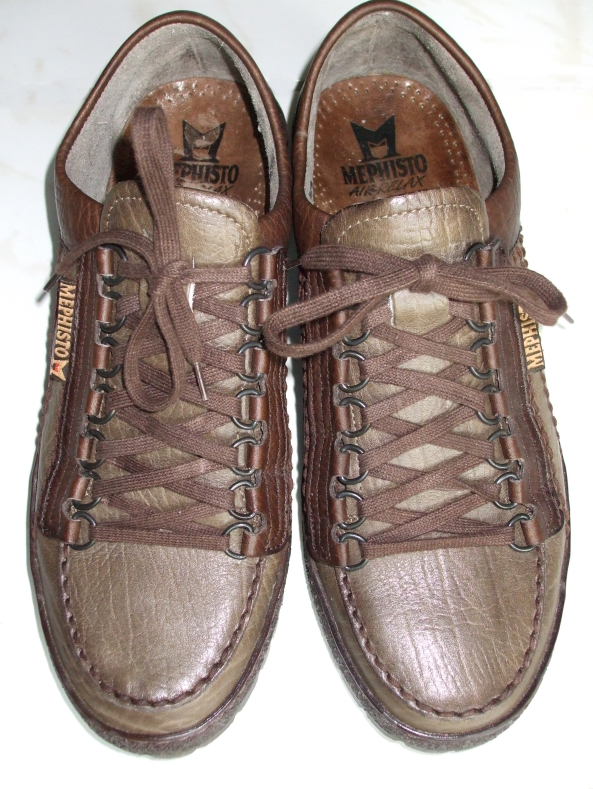
Schuhknoten mit Altweiberknoten (links), Kreuzknoten (rechts)

Wenn der zweite halbe Knoten die gleiche Orientierung wie der erste hat, entsteht statt eines Kreuzknotens ein Altweiberknoten, der nicht dauerhaft hält, sondern sich schnell löst.
Beim Kreuzknoten sind die einlaufenden und auslaufenden Enden parallel, während beim zu vermeidenden Altweiberknoten die losen Enden etwa 45° schräg zu den einlaufenden Enden sind, was bei der Schleife außer der mangelnden Festigkeit dafür sorgt, dass die Schleife schräg ist, wie man auf dem Bild sieht.
Anstatt den richtigen Knoten zu verwenden, wird häufig noch ein „Doppelknoten“ darüber geknüpft, also mit den beiden Schlaufen ein weiterer halber Knoten gebunden.

### Modifizierte Schuhschleife
Der Schuhknoten kann sich unter bestimmten Umständen lösen, etwa bei längerer Beanspruchung (wie Joggen) oder bei Schnürsenkeln aus einem schlecht knotbaren Material (z. B. wegen zu geringer Reibung bei Paracord-Senkeln).
Eine einfache Modifikation kann dann Abhilfe schaffen: Beim Binden des zweiten Knotens wickelt man den Schnürsenkel zwei Mal um die erste Schlaufe.

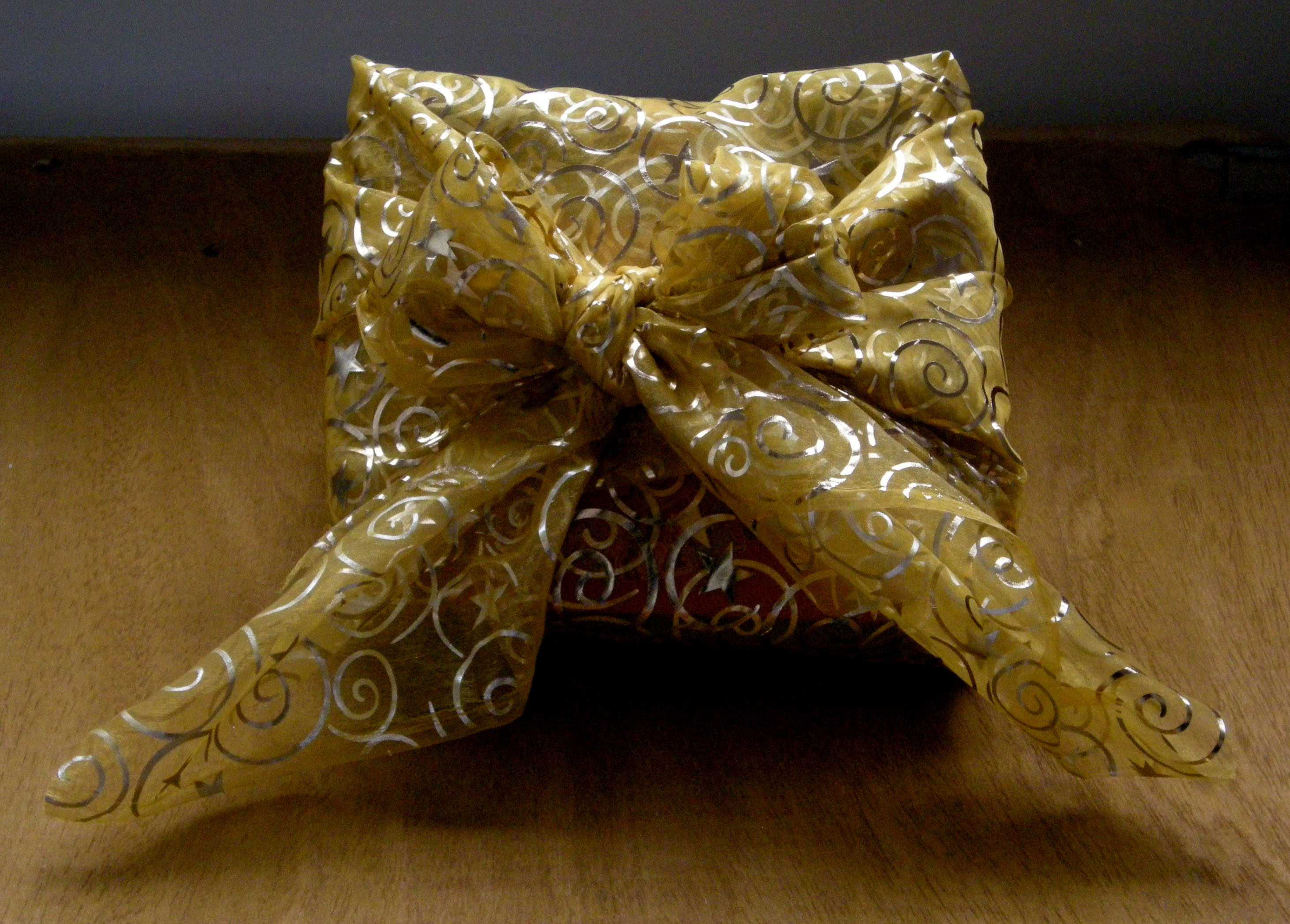
Geschenk mit Schleife im Furoshiki-Stil

Eine andere Abhilfe besteht darin, den Chirurgenknoten zur Grundlage zu nehmen (der eine Abwandlung des Kreuzknotens ist), also den unteren Knoten der Schleife doppelt zu schlingen. So erbt die Schleife den Vorteil des Chirurgenknotens.

### Varianten
- Weitere Variationen lassen sich unter Ashley-Buch der Knoten #1214–1222 sowie bei Ian Fieggen „Ian’s Shoelace Site“ finden.[12]
- Eine sogenannte Marathon- oder Fersenhaltschnürung[13] bewirkt einen besseren Halt im Schuh. Dazu wird der Schnürsenkel durch die letzten beiden Löcher nicht über Kreuz, sondern auf der Außenseite des Schuhs hoch und (auf derselben Seite bleibend) durchs letzte Loch wieder nach innen geführt. So entsteht außen eine Schlaufe, durch welche die Enden der Schnürsenkels nun über Kreuz geführt werden können. Es genügt jetzt ein relativ geringer Zug, gefolgt vom Binden einer gewöhnlichen Schleife, um dem Fuß einen guten Halt im Schuh zu verschaffen, ohne den Fußrücken (Spann) zu belasten. Verwendet werden können auch die bei vielen Sportschuhen am oberen Rand weiter hinten liegende Löcher, die bei gewöhnlicher Schnürung meist nicht genutzt werden.

Kreuzknoten
Altweiberknoten
Diebesknoten